# 日本のギルバート諸島攻略
日本軍は太平洋戦争開戦直後の1941年12月10日から11日にかけてギルバート諸島のマキン、タラワなどを占領した。
大日本帝国の委任統治領であったマーシャル諸島の南から南東に位置するギルバート諸島は、ナウル、オーシャン島とともにマーシャル諸島に対する側方の脅威となるものであった。マーシャル諸島防衛上ギルバート諸島が重視されたことや、ギルバート諸島に哨戒のための基地を設けることによる利点、第十九戦隊（「沖島」、「天洋丸」）の任務が無かったことなどからギルバート諸島攻略が考えられたものと思われ、1941年11月中旬の連合艦隊司令部と第四艦隊司令部の協議においてギルバート諸島を攻略することで意見が一致した。
攻略に従事したのは以下のような編制のハウランド方面攻撃支援隊で、指揮官は第十九戦隊司令官志摩清英少将であった。
- 第十九戦隊：「沖島」、「天洋丸」
- 第二十九駆逐隊第二小隊：「夕凪」、「朝凪」
- 第五十一警備隊の陸戦隊

まず12月7日に基地用品などを載せた「かろりん丸」および漁船3隻がルオットを出港。続いて12月8日に「沖島」、「天洋丸」、「夕凪」、「朝凪」および航空部隊基地設営隊を運ぶ「長田丸」がヤルートを出撃した。
「沖島」、「天洋丸」、「長田丸」はマキンへ向かい、12月10日に陸戦隊178名を上陸させてマキン島を占領、ウイリアム行政長官を捕虜とした。戦闘は発生しなかった。翌日にはビカチ島と小マキン島にそれぞれ陸戦隊24名を上陸させ、両島の掃蕩を行なった。基地設営隊は飛行艇基地を設置し、12月11日に横浜海軍航空隊の飛行艇3機が進出した。
「夕凪」、「朝凪」はタラワ島へ向かい、12月10日に陸戦隊を上陸させて無線電信所を破壊し武器などを没収。同島の占領を宣言して撤収した。「朝凪」の陸戦隊はアネマラウ島も占領した。この後2隻はマキンへ向かった。
「夕凪」、「朝凪」、「天洋丸」は12月13日付けでウェーク島攻略部隊に編入され、マキンを離れた。一方、「津軽」と「朧」がハウランド方面攻撃支援隊に編入されて12月22日にマキンに到着。「沖島」は12月24日にマキンを出港してアパイアン島を掃蕩後ヤルートへ向かい、「津軽」も12月27日にマキンを出港してこの方面での作戦を終えた。
マキンには飛行艇が3機程度配備され、この方面の基地として使用された。
マキンは1942年2月1日にアメリカ軍による空襲を受けた。また、同年8月にはアメリカ海兵隊の水陸両用偵察隊（Amphibious Reconnaissance Battalion, FMF-PAC）による奇襲上陸を受けて守備隊が壊滅している。